# ものづくり基盤技術振興基本法
ものづくり基盤技術振興基本法（ものづくりきばんぎじゅつしんこうきほんほう、平成11年3月19日法律第2号）は、製造業の発展促進に関する日本の法律である。

## 概要
金属産業の労働組合であるゼンキン連合が同法の制定運動を行い、議員立法として第145回国会に提出され、全会一致で成立した。
工業製品の設計、製造又は修理に係る技術のうち汎用性を有するものを「ものづくり基盤技術」と定義し、同技術の振興に関する基本的な事項を定めることを目的としている。

## 構成
- 前文
- 第1章 - 総則（第1条-第8条）
- 第2章 - ものづくり基盤技術基本計画（第9条）
- 第3章 - 基本的施策（第10条-第18条）
- 附則

## 主な規定
政府は、ものづくり基盤技術の振興に関する基本的な計画として「ものづくり基盤技術基本計画」を作成する（同法第9条）。2000年に作成された「ものづくり基盤技術基本計画」には、ものづくり人材育成のための大学の設立の取組への支援として、ものつくり大学の設立を支援すると記載されており、これを受け、同大学が2001年に開設したとされている。
また、年次報告として「ものづくり白書」を国会に提出する（同法第8条）。ものづくり白書は、2部構成となっており、第1部では製造業の現状と課題の分析、第2部ではものづくり基盤技術の振興に関して政府が講じた施策をまとめている。